# Grand Aaz
Le Grand Aaz est un ruisseau de la province de Liège.

## Description

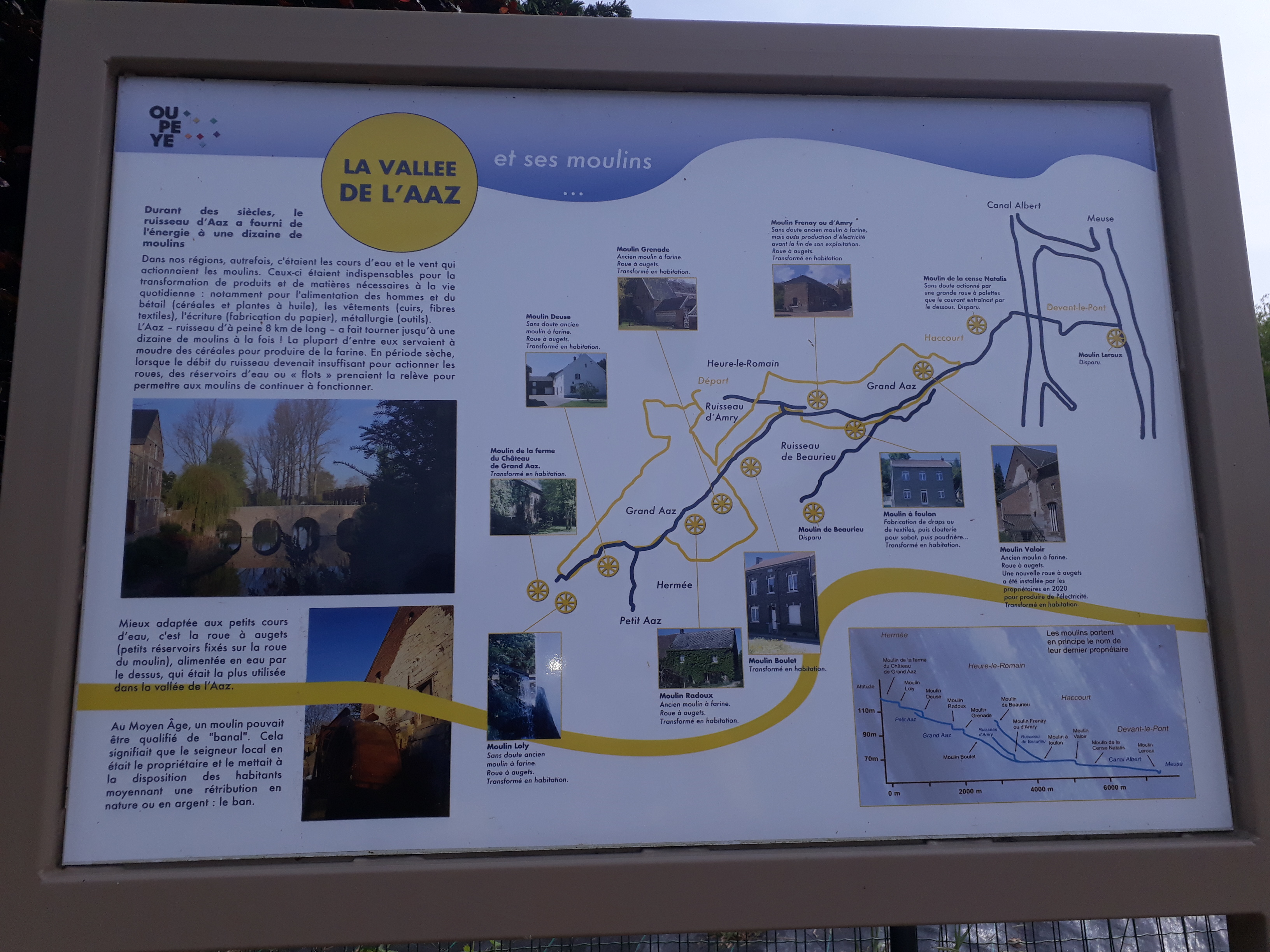
Vue d'ensemble de la vallée de l'Aaz

Le ruisseau prend sa source près du hameau de Grand Aaz, au nord-ouest d'Hermée et s'écoule vers le nord, puis vers l'est, à travers les communes d'Heure-le-Romain et d'Haccourt, avant de se jeter dans la Meuse à Devant-le-Pont. Le Grand Aaz a une longueur d'environ huit kilomètres et un dénivelé de 60 mètres.
Il y a un certain nombre de moulins à eau sur le ruisseau.

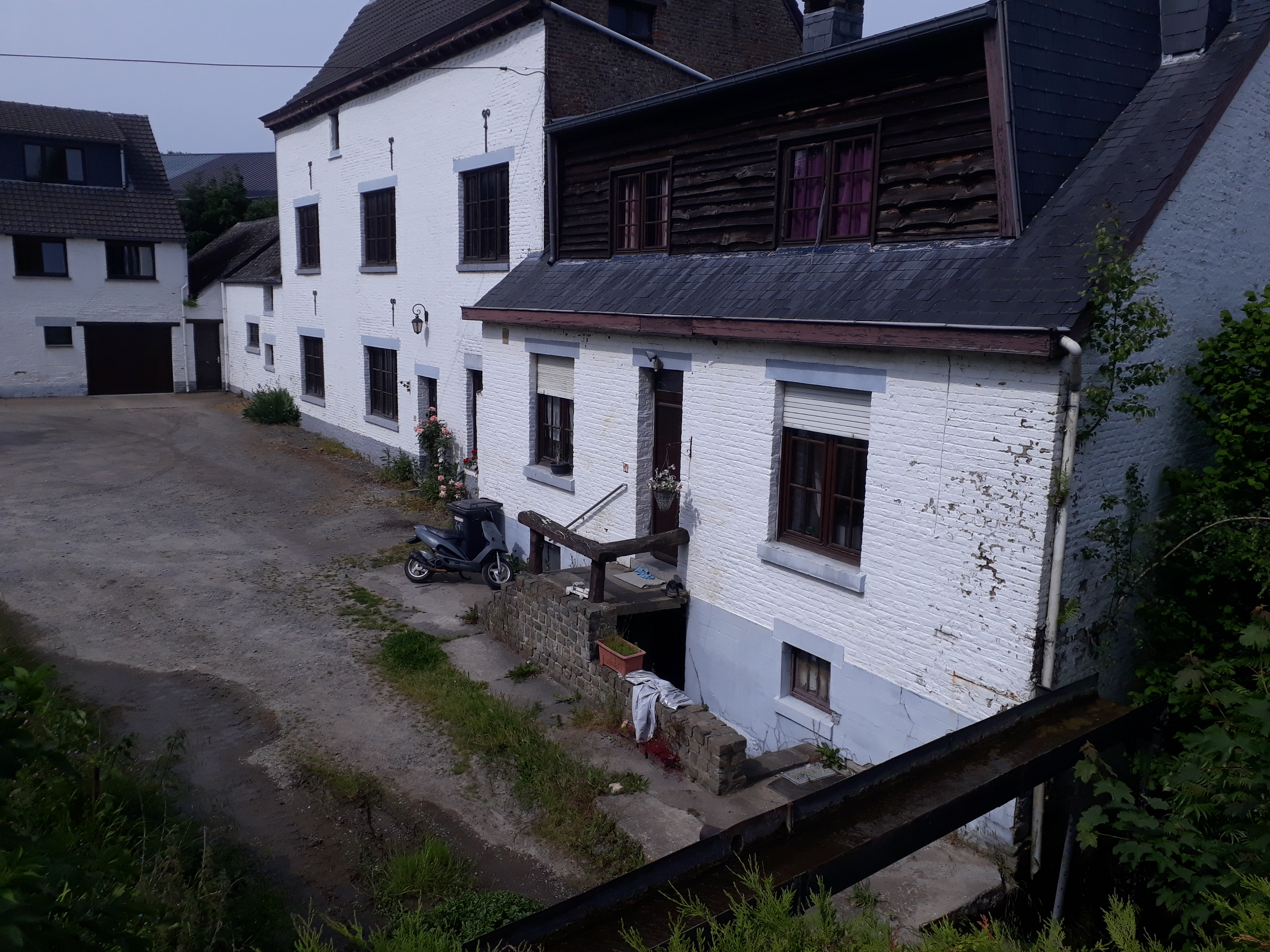
Moulin à Grand Aaz

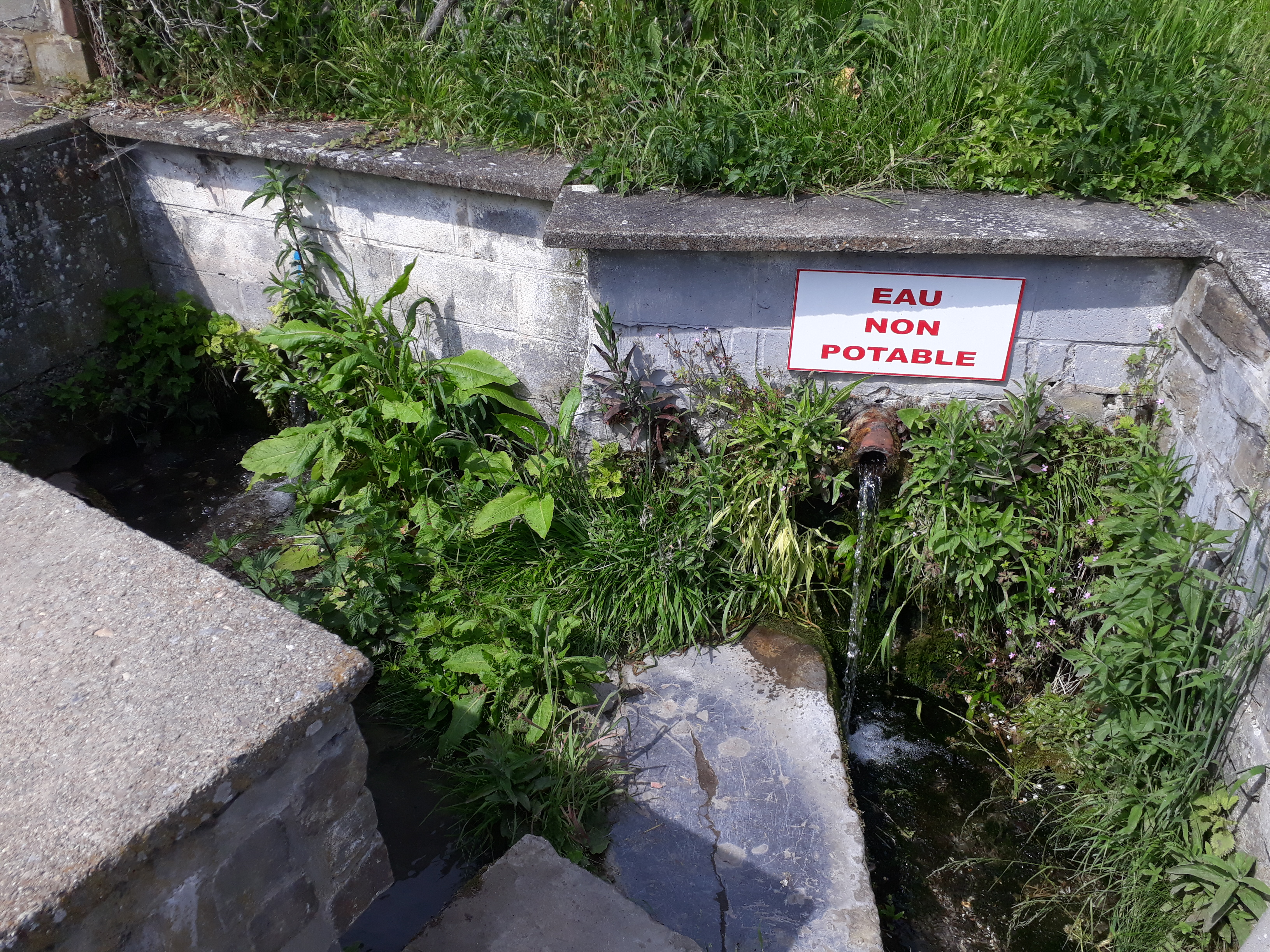
Sources secondaires de l'Aaz à Fonteneu